# Децим Юній Сілан
Децим Юній Сілан (103 — 60 рр. до н. е.) — політичний діяч пізньої Римської республіки, прихильник оптиматів, консул 62 року.

## Життєпис
Походив з роду нобілів Юніїв. Син Марка Юнія Сілана, консула 109 року до н. е. У 74 році обраний до колегії понтифіків. У 70 році до н. е. його обрано курульним едилом, а у 67 році до н. е. став претором.
Після обрання консулом на 62 рік до н. е. разом з Луцієм Ліцинієм Муреною у сенаті вніс пропозицію про вищу міру покарання для прихильників Луція Сергія Катіліни. У відповідь Гай Юлій Цезар вказав на те, що незаконно страчували римських громадян без суду. На це Сілан вказав, що мав на увазі під вищою мірою тюремне ув'язнення. Домігся прийняття власного закону Ліцинія — Юнія стосовно зберігання копій усіх законодавчих актів у скарбниці.

## Родина
Дружина — Сервілія Цепіона (? — 42 рік до н. е.)
Діти:
- Юнія Прима, дружина Публія Сервілія Ісаврик, консула 48 року до н. е.
- Юнія Секунда, дружина Марка Емілія Лепіда
- Юнія Терція (? — 22 рік н. е.), дружина Гая Кассія Лонгіна.